# 3262 Miune
3262 Miune è un asteroide della fascia principale. Scoperto nel 1983, presenta un'orbita caratterizzata da un semiasse maggiore pari a 3,0142882 UA e da un'eccentricità di 0,0600571, inclinata di 9,45692° rispetto all'eclittica.